# Thyridaria macrostomoides
Thyridaria macrostomoides är en svampart som först beskrevs av De Not., och fick sitt nu gällande namn av M.E. Barr 1990. Thyridaria macrostomoides ingår i släktet Thyridaria, klassen Dothideomycetes, divisionen sporsäcksvampar och riket svampar.   Inga underarter finns listade i Catalogue of Life.
I den svenska databasen Dyntaxa används istället namnet Lophiostoma macrostomoides för samma taxon.  Arten är reproducerande i Sverige.